# パルプ・フィクション
『パルプ・フィクション』（Pulp Fiction）は、1994年のアメリカ合衆国のクエンティン・タランティーノ監督による映画作品。
オムニバス形式でロサンゼルスで起こった犯罪エピソードが展開されるが、エピソードごとの時系列はシャッフルされており、最後のエピソードまでみると時間的な順序がわかる、という当時としては珍しい手法が使われている。
この映画により、サミュエル・L・ジャクソンやユマ・サーマンがトップ俳優の仲間入りをした。当時、キャリアが停滞気味であったジョン・トラボルタが再評価されるキッカケとなった。『ダイ・ハード』以外の主演映画が赤字続きだったブルース・ウィリスも、批評家に好評価された。
1994年のアカデミー賞では7部門にノミネートされ、そのうち脚本賞を受賞した。カンヌ国際映画祭ではパルム・ドールを受賞。その他にも多くの賞を獲得した。
スティーヴン・ジェイ・シュナイダーの『死ぬまでに観たい映画1001本』に掲載されている。

## ストーリー
プロローグ
あるレストランにて、不良カップルのパンプキンとハニー・バニーが話をしている。2人はしばらく語った後、レストランでの強盗を企み拳銃を抜き店内に怒声を発する。
ギャングの殺し屋、ヴィンセントとジュールスはくだらない話をしながら、ギャングのボスの顔に泥を塗り裏切った青年グループらの部屋を訪ねる。
Vincent Vega & Marcellus Wallace's Wife（ヴィンセントとマーセルスの妻）
ギャングのボスであるマーセルスから彼の愛妻ミアの世話を頼まれたヴィンセントは、彼女の望むまま食事や一緒にダンスをして時を過ごす。ミアがヘロインをコカインと間違えて鼻から吸引してオーバードースを起こしたことから、ヴィンセントは知り合いの売人を頼る。
The Gold Watch（金時計）
落ち目のボクサーであるブッチは、ギャングのボスのマーセルスから、大金と引き換えに八百長試合を持ちかけられて承諾するものの、ブッチはこれを裏切る。マーセルスからの報復を怖れたブッチは、恋人のファビアンと逃走を図る。ところが、ファビアンが形見の金時計を置き忘れてきたことが発覚し、ブッチは金時計を回収しにファビアンが住んでいたアパートに戻る。
The Bonnie Situation（ボニーの一件）
マーセルスの顔に泥を塗った青年グループからアタッシュケースを取り戻したヴィンセントとジュールスは、ヴィンセントが誤射して殺してしまったマーヴィンの死体の処理に困り組織の掃除屋のウルフを頼る。
エピローグ
プロローグのシーンに戻り、「ボニーの一件」を終えたヴィンセントとジュールスが、レストランで朝食を摂っていると、パンプキンとハニー・バニーのカップルが店内で強盗を始める。強盗はジュールスに銃を向ける。

## 登場人物・キャスト
ヴィンセント・ヴェガ（Vincent Vega）
演 - ジョン・トラボルタ、日本語吹替 - 鈴置洋孝
Vincent Vega & Marcellus Wallace's Wifeでの主人公。ギャングのボスであるマーセルスの部下の殺し屋。3年間いたアムステルダムから戻ってきた。短気で他人に命令される事を嫌う。マーセルスの命令で一晩だけミアの世話役をすることになる。裏設定では、ヴィンセント・ヴェガは『レザボア・ドッグス』のミスター・ブロンド（ヴィック・ヴェガ）の弟にあたるとされている。
ジュールス・ウィンフィールド（Jules Winnfield）
演 - サミュエル・L・ジャクソン、日本語吹替 - 大塚明夫
マーセルスの部下。殺し屋。The Bonnie Situationとエピローグでの主人公。人を殺す前に旧約聖書の一節(実際は千葉真一主演の映画「ボディガード牙」のアメリカ版の冒頭のナレーション)を暗唱する。相棒のヴィンセントと共に体験した出来事を奇跡と捉え、神の存在を感じた為、引退を考える。「BAD MOTHER FUCKER」と刺繍が入った財布を使用している。
ミア・ウォレス（Mia Wallace）
演 - ユマ・サーマン、日本語吹替 - 勝生真沙子
マーセルスの妻。元女優。ヴィンセントと一緒に夜を過ごした時に、コカインと間違えてヘロインを吸いオーバードースを起こし一時心停止状態になった。
ブッチ・クーリッジ（Butch Coolidge）
演 - ブルース・ウィリス、日本語吹替 - 山寺宏一
The Gold Watchでの主人公。プロボクサー。マーセルスに八百長試合を依頼される。
ファビアン（Fabianne）
演 - マリア・デ・メディロス、日本語吹替 - 伊藤美紀
ブッチの恋人。
マーセルス・ウォレス（Marsellus Wallace）
演 - ヴィング・レイムス、日本語吹替 - 玄田哲章
ヴィンセントらを擁するギャングのボス。愛妻家で、妻のミアにマッサージをしたとされる男を部下を使いマンションから突き落としたという噂がある。大物だが、ファストフード店に1人で出掛けたりもする。
マーヴィン（Marvin）
演 - フィル・ラマール
ジュールスの知人の情報屋。ヴィンセントの誤射によって車内で頭を撃ち抜かれる。
ブレット（Brett）
演 - フランク・ホエーリー
マーセルスのギャングの青年メンバー。マーセルスのアタッシュケースを盗み、自宅アパートに篭もる。
ロジャー（Roger）
演 - バー・スティアーズ
マーセルスのギャングのメンバー。ブレットと共にマーセルスを裏切る。
4番目の男（Fourth Man）
演 - アレクシス・アークエット
ブレットの仲間。
パンプキン（Pumpkin）
演 - ティム・ロス、日本語吹替 - 安原義人
カップル強盗。食事をしているファミレスで強盗をしようと言い出す。イギリス訛りの英語を話す。
ハニー・バニー（Honey Bunny）
演 - アマンダ・プラマー、日本語吹替 - 安達忍
パンプキンのガール・フレンド。本名はヨランダ。
ランス（Lance）
演 - エリック・ストルツ、日本語吹替 - 宮本充
麻薬の売人。ヴィンセントにオーバードースで危篤状態になったミアを家に連れ込まれ救命を強要された。
ジョディ（Jody）
演 - ロザンナ・アークエット、日本語吹替 - 田中敦子
ランスの妻。体中にピアスを通している。
ジミー（Jimmie）
演 - クエンティン・タランティーノ、日本語吹替 - 立木文彦
ジュールスの友人。ジュールスにやっかい事を持ち込まれた。黒人の看護師・ボニーを妻に持つ恐妻家。裏設定ではフルネームはジミー・ディミックで、『レザボア・ドッグス』の主人公であるミスター・ホワイト（ラリー・ディミック）と血縁関係。妻のボニーは同じく『レザボア・ドッグス』にて会話の中で出ているのが未公開シーンで確認することができる
ザ・ウルフ（The Wolf）
演 - ハーヴェイ・カイテル、日本語吹替 - 西村知道
冷静沈着で紳士的な掃除屋。仕事においては完璧な指示を行う。本名はウィンストン・ウルフ。
クーンツ大尉（Captain Koontz）
演 - クリストファー・ウォーケン、日本語吹替 - 菅生隆之
7年間ハノイに捕虜として抑留されていた軍人。ブッチの幼少時、ブッチの父の形見で先祖代々受け継がれている金時計を手渡した。
エド・サリバン（Ed Sullivan）似のフロアマネージャー
演 - ジェローム・パトリック・ホバン、日本語吹替 - 山寺宏一
ツイストコンテストの司会も行う。軽妙でコミカルな語り口で喋る。
バディ・ホリー（Buddy Holly）似のウエイター
演 - スティーヴ・ブシェミ、日本語吹替 - 梅津秀行
無愛想なウエイター。
エスメラルダ（Esmarelda Villalobos）
演 - アンジェラ・ジョーンズ
ブッチを逃がすタクシーの運転手。

## 音楽
- 「ミザルー」（ディック・デイル&ザ・デルトーンズ）
- 「ジャングル・ブギー」（クール&ザ・ギャング）
- 「レッツ・ステイ・トゥゲザー」（アル・グリーン）
- 「バスティン・サーフボード」（ザ・トルネイドーズ）
- 「淋しい町」（リッキー・ネルソン）
- 「プリーチャー・マン」（ダスティ・スプリングフィールド）
- 「ユー・ネヴァー・キャン・テル」（チャック・ベリー）
- 「悲しきプロフィール」（アージ・オーバーキル）
- 「イフ・ラヴ・イズ・ア・レッド・ドレス」（マリア・マッキー）
- 「コマンチ」（ザ・レベルズ）
- 「フラワーズ・オン・ザ・ウォール」（ザ・ステイトラー・ブラザーズ）
- 「サーフ・ライダー」（ザ・ライブリー・ワンズ）

## 作品解説

### 時系列のシャッフル
作中でシークエンスが展開される順番は、エピソードが発生した時間的な順序とは異なり、以下のように構成されている。
| 描写の順序 | 時系列 | シークエンスの内容                                                                             |
| ---------- | ------ | ---------------------------------------------------------------------------------------------- |
| 1          | 7      | ハニーバニーとパンプキンの会話。オープニングシーン                                             |
| 2          | 2      | ヴィンセントとジュールスの車中の会話                                                           |
| 3          | 3      | ヴィンセントとジュールス、アパート内移動、ミアについての会話                                   |
| 4          | 4      | ヴィンセントとジュールスがアタッシュケースを回収しに向かう                                     |
| 5          | 9      | ブッチとマーセルスがボクシング八百長密談（背景でヴィンセントとジュールスが帰還）               |
| 6          | 10     | ヴィンセント、ランス宅にてヘロイン入手                                                         |
| 7          | 11     | ヴィンセントとミア、"ジャック ラビット スリムス"にて食事、後にダンス大会へ飛び入り             |
| 8          | 12     | ミア、自宅にてヘロインオーバードースによる意識不明                                             |
| 9          | 13     | ヴィンセント、ミアを連れて売人の元へ                                                           |
| 10         | 1      | ブッチ、少年時代の回想                                                                         |
| 11         | 14     | ブッチ、試合会場より逃走                                                                       |
| 12         | 15     | ブッチ、起床後に金時計が無いことに気づく。自宅へ回収に向かいヴィンセントと出会う               |
| 13         | 5      | ヴィンセントとジュールス、ジミーの家に避難                                                     |
| 14         | 6      | ヴィンセントとジュールス、ウルフの助けを得る                                                   |
| 15         | 8      | ヴィンセントとジュールス、朝食を摂りにレストランへ。ハニーバニーとパンプキンによる強盗事件発生 |

## 受賞
- 第47回 カンヌ国際映画祭パルム・ドール
- 第67回 アカデミー脚本賞（クエンティン・タランティーノ、ロジャー・エイヴァリー）
  - 作品賞（ローレンス・ベンダー）、監督賞（クエンティン・タランティーノ）、主演男優賞（ジョン・トラボルタ）、助演男優賞（サミュエル・L・ジャクソン）、助演女優賞（ユマ・サーマン）、編集賞
- イギリスアカデミー賞 脚本賞、助演男優賞（サミュエル・L・ジャクソン）
- 第52回ゴールデングローブ賞 脚本賞
- シカゴ映画批評家協会賞　監督賞、脚本賞
- インディペンデント・スピリット賞 作品賞、監督賞、脚本賞、男優賞（サミュエル・L・ジャクソン）
- 第20回ロサンゼルス映画批評家協会賞 作品賞、監督賞、脚本賞、男優賞（ジョン・トラボルタ）
- MTV映画賞　作品賞、ダンス・シークエンス賞（ジョン・トラボルタ、ユマ・サーマン）

他

## 備考
- 正式なタイトルが決定する前は「デンジャラス・デイズ」、「ゴッサム・シティ」と呼ばれていた。
- 吹き替え版には少なくとも2種類存在する。その一つが、ヴィンセントとミアがレストランでメニューを選ぶシーンにて、ヴィンセントが「ステーキ、ステーキ」と言う吹き替え版と、ヴィンセントが上記のように「ステーキ」と言わずに「牛食いてー」と言うシーンである。
- 元々ジュールスの髪型はアフロヘアを想定されていたが当時のアシスタントが間違えてカーリーヘアのカツラを購入してしまったことから、そのまま使用された。
- ブッチのボクシングのビッグマッチが行われる劇場のネオンサインに“クーリッジvsウィルソン”と書かれていたが、これはアメリカ大統領選を戦った“カルビン・クーリッジ”と“ウッドロー・ウィルソン”が由来。また小さな文字で書かれた“フォスラーvsマルティネス”はビデオショップの店員だった時代のタランティーノの同僚ラッセル・フォスラーとジェリー・マルティネスへのオマージュになっている。
- “ボニーの一件”のあるシーンでタランティーノがジミー役として出演していたが、この時カメラの後ろで監督をしていたのは『デスペラード』などで知られるロバート・ロドリゲスだった。
- 元々、タランティーノは質屋でのマーセルスへの拷問シーンでザ・ナックの“マイ・シャローナ”という曲を流す予定だった。しかし、同じ年公開の映画『リアリティ・バイツ』に使用されていたため、曲の変更を余儀なくされた。
- ブッチが運転していた白いホンダ・シビックは1997年のタランティーノ作品『ジャッキー・ブラウン』でジャッキー・ブラウンが運転していたものと同じ車である。この車は『キル・ビル Vol.2』（2004）のストリップクラブの駐車場シーンでもカメオ出演している。
- 本作でブッチを乗せたタクシードライバー・エスメラルダを演じたアンジェラ・ジョーンズはタランティーノの短編『Curdled』にも同じ役名で出演している。なお、その短編ではアンジェラの職業は犯罪現場の清掃員である。
- クリストファー・ウォーケンは、長ゼリフで口腔内が乾いてしまうのを防ぐため、彼は長ゼリフの前にタバスコソースを唾を出すために飲んだという。
- ジュールスが劇中で唱える聖書の一節はエゼキエル書25:17とされているが、セリフの後半部分しか合っていない。これは、タランティーノが独学で映画を学んだときに見た千葉真一の映画『ボディガード牙』に、アメリカの供給会社が勝手に付けた文を引用したものである。
- 劇中での「fuck」の使用回数は250回を超える。
- ヴィンセントがトイレで読んでいる本はパルプ・マガジンである。なお、ヴィンセントがトイレにいる間必ず悪いことが起こる。
- クエンティン・タランティーノは仁侠映画、主に深作欣二の作品の大ファンであり、その事は劇中ではブッチが日本刀を武器として使用する点に見て取れる。
- ジュールスが劇中で「BAD MOTHER FUCKER」という文字の刺繍が入っている財布を使用しているが、この財布は当時タランティーノが普段実際に使用していた財布である。
- ヴィンセントの車に傷をつけた犯人はブッチである。劇中でヴィンセントとブッチが言い争い嫌悪な空気が流れるシーンがあるが、その腹いせにブッチがヴィンセントの車を傷つけたのである。
- オープニングのパンプキンとハニー・バニーの会話シーンでは、よく耳を澄ますとジュールスとヴィンセントの会話が入っているのが聞こえる。この手法は吹き替え版でも使用されている。
- ヴィンセントとミアが訪れたオールディーズ・レストランのメニューは、1950年代のスターの名にちなんだ料理がある。
  - 「ダグラス・サーク・ステーキ」
  - 「ダーワード・カービイ（英語版）・バーガー」 - テレビのトークショーのアシスタントの名。
- ヴィンセントが死体を処理し終わった後に着たTシャツは『カリフォルニア大学サンタクルーズ校』のもの。マスコットの『バナナスラッグ』（世界で2番目に大きいといわれるナメクジの種）と大学のロゴが入っている。監督のタランティーノは撮影当時、この大学の現役大学生と交際していた（サンタクルーズの名は同監督の映画『レザボア・ドッグス』にも登場する）。
- ブッチがバーで注文したタバコ「レッドアップル」は、タランティーノの創作した架空の銘柄で、『キル・ビル』の劇中で看板として登場するほか、以降の『ジャンゴ 繋がれざる者』や『ヘイトフル・エイト』、『ワンス・アポン・ア・タイム・イン・ハリウッド』などにも登場する[4]。
- ミアが口笛で口ずさんでいた曲がキル・ビルでコットンマウスの登場シーンの曲になる。
- ジュールスが食べたハワイアンハンバーガーのビッグカフナバーガーは、タランティーノの作品に登場する架空のショップである。『デス・プルーフ』の会話の中で登場するほか、初登場の『レザボ・アドッグス』から『ワンス・アポン・ア・タイム・イン・ハリウッド』までしばしば登場する。またタランティーノが関わっていない映画である『ロミーとミッシェルの場合』にもビッグカフナバーガーのテイクアウト用紙袋が登場している。
- ミアが出演したTVシリーズのパイロット版「フォックス・フォース・ファイブ」の美女五人組は、キル・ビルでユマ・サーマンが演じたザ・ブライドが所属していた五人組「THE DiVAS」の元となっている。「フォックス・フォース・ファイブ」は正義のシークレット・エージェントだが、「THE DiVAS」は悪の殺し屋部隊であるため名前は変更されている[5]。
- パルム・ドール授賞式にて、タランティーノ監督は「（この作品がパルム・ドールとは）納得できない！」と叫んだ観客に向かって笑みを浮かべながら中指を立てた。
- ストリートアーティストのバンクシーが当該作品をもとに同名のタイトルの絵をオールド・ストリート駅近くにある建築物の壁に描き残している。Pulp Fiction (Banksy)を参照。
- 本作における日本においても、2022年12月24日から同年12月30日までにかけて、目黒シネマにて『ショーシャンクの空に』と同時再公開され[注 1]、パラマウント・グローバル傘下の映画会社ミラマックス[注 2]の作品において、劇場再公開が行われるのは、これが初となる。
- 字幕翻訳：戸田奈津子。タランティーノ監督来日プロモーション時の通訳も兼任した[6]。